# Jacob deGrom
Jacob Anthony deGrom, född den 19 juni 1988 i DeLand i Florida, är en amerikansk professionell basebollspelare som spelar för Texas Rangers i Major League Baseball (MLB). deGrom är högerhänt pitcher.
deGrom har tidigare spelat för New York Mets (2014–2022).
deGrom draftades av Mets 2010 och debuterade för klubben i MLB 2014. Han vann National Leagues Rookie of the Year Award den säsongen.
deGrom har vunnit två Cy Young Awards (2018–2019) samt har tagits ut till MLB:s all star-match fyra gånger (2015, 2018–2019 och 2021) och till All-MLB First Team två gånger (2019–2020). Statistiskt hade han lägst earned run average (ERA) i MLB 2018 och flest strikeouts i National League 2019 och 2020.